# Arc (Savoie)
Arc (fransk: L'Arc) er en 127,5 km lang flod i departementet Savoie i det sydøstlige Frankrig. Den er en biflod til Isère, som den munder ud i ved Chamousset, omkring 15 km nedenfor Albertville. Den har sit udspring i De grajiske Alper nær grænsen til Italien, nordøst for byen Bonneval-sur-Arc. Floddalen, som Arc løber igennem, hedder Maurienne og er en vigtig trafikåre mellem Frankrig og Italien. Arc udspringer fra gletsjere (Glacier des Sources de l'Arc og Glacier du Mulliet) på bjerget Mont Levanna.

## Gennemløb
Arc løber gennem blandt andet følgende byer i Maurienne-dalen:
- Bonneval-sur-Arc[14]
- Lanslebourg[15]
- Modane[16]
- Saint-Michel-de-Maurienne[17]
- Saint-Jean-de-Maurienne[18]
- Aiguebelle[19]

## Galleri
- Arc ved byen Modane
- Arc i byen Modane
- Arc ved byen Saint-Michel-de-Maurienne
- Arc i byen La Chambre
- Arc løber ind i Isère syd for Aiton (Arc til højre)
- Arc møder Isére (Arc til venstre)

## Bifloder og tilløb
Arc har mere end 110 bifloder og tilløb. Blandt bifloder og vandløb, der løber til Arc er blandt andet:
- Torrent d'Avérole, der løber ind i Arc ved byen Le Villaron.[20][21]
- Torrent du Ribon, der løber ind i Arc ved byen Bessans.[22][23]
- Doron de Termignon, der løber ind i Arc ved byen Termignon.[24][25]
- Le Bonrieu, der løber ind i Arc ved byen Francoz.[26][27]
- La Valloirette, der løber ind i Arc ved Saint-Michel-de-Maurienne.[28][29]
- Arvan, der løber ind i Arc ved Saint-Jean-de-Maurienne.[30][31]
- Le Glandon, der løber ind i Arc ved La Chambre.[32][33]
- Le Bugeon, der løber ind i Arc ved La Chambre.[34][35]

- Bifloden Doron de Termignon
- Bifloden Valloirette
- Bifloden Arvan ved Saint-Jean-de-Maurienne
- Bifloden Le Glandon tæt på ved dens tilløb til Arc
- Bifloden Le Bugeon ved La Chambre

## Opdæmning
Arc opdæmmes af Barrage du Freney og Barrage de Bissorte, der opdæmmer et tilløb til Arc benævnt Ruisseau de Bissorte i søen Lac du Bissorte. Desuden opdæmmes Arc ved dæmningen Hermillion.
- Barrage de Bissorte
- Barrage de Bissorte i 1957
- Barrage du Freney
- Barrage du Freney